# Sindères
Sindères är en kommun i departementet Landes i regionen Nouvelle-Aquitaine i sydvästra Frankrike. Kommunen ligger i kantonen Morcenx som tillhör arrondissementet Mont-de-Marsan. År 2018 hade Sindères 180 invånare.

## Befolkningsutveckling
Antalet invånare i kommunen Sindères
Referens:INSEE